# 「空気」の研究
『「空気」の研究』（「くうき」のけんきゅう）は、山本七平によって著された書籍。1977年、文藝春秋から刊行された。

## 概要
1977年発表。
日本社会を支配しているのは法律や条令ではなく場の空気であるとする。外国では罰則や義務やルールが人々を統制しているが、日本では空気が人々を統制している。日本では空気に抗することは罪であり、これに反すると最も軽くて村八分の刑に処される。これは軍人と非軍人、戦前と戦後に関係なく存在している。空気とは絶対的に権力を持った妖怪であり、超能力かもしれないとする。
山本は、組織の意思決定は論理的か空気的に行われており、明らかに空気的に行われる方が強いとする。
場の空気に支配された会議では反論しようと思ったが言い出せない空気が充満してたり、勇気を出して重要なことを提起したのに何事も無かったかのようにされたりする。そのような会議は明らかに間違っていると全員が思っているだろうけど、全員が賛成したということになって終了したということになっている。
戦艦大和が出撃することとなったのも場の空気からである。戦艦大和の出撃は無謀であると断ずる細かいデータや明確な根拠はあった。その一方で戦艦大和が出撃するべきと主張する方にはデータや根拠は無かった。そうであったのに戦艦大和が出撃することとなった根拠はもっぱら空気のみであった。

## 書誌情報
- 山本七平『「空気」の研究』文藝春秋、1977年4月。 NCID BN02778185。
  - （文庫版）『「空気」の研究』文藝春秋〈文春文庫［や-9-3］〉、1983年10月。ISBN 978-4167306038。 NCID BN04378359。
  - （全集版）『「空気」の研究』文藝春秋〈山本七平ライブラリー〉、1997年4月。ISBN 4163646108。 NCID BA30391443。
  - （文庫新装版）『「空気」の研究』文藝春秋〈文春文庫［や-9-14］〉、2018年12月。ISBN 978-4167911997。 NCID BB27341444。